# Daredevil (sezon 3)
Trzeci sezon amerykańskiego serialu Daredevil z 2018 roku na podstawie komiksów o postaci o tym samym imieniu wydawnictwa Marvel Comics opowiada dalszą historię Matta Murdocka, niewidomego prawnika, który dzięki wyczulonym pozostałym zmysłom i umiejętnościami walki wręcz, zwalcza przestępczość w Nowym Jorku jako zamaskowany superbohater Daredevil. W tym sezonie Wilson Fisk zostaje wypuszczony z więzienia, a Murdock, który był uznany za zaginionego przez wiele miesięcy po wydarzeniach w serialu Defenders, musi wybrać pomiędzy życiem prawnika a bohatera – mściciela.
Showrunnerem trzeciego sezonu był Erik Oleson, a za produkcję odpowiadały ABC Studios i Marvel Television. Tytułową rolę zagrał Charlie Cox, a obok niego w głównych rolach wystąpili: Deborah Ann Woll, Elden Henson, Joanne Whalley, Jay Ali, Wilson Bethel, Stephen Rider i Vincent D’Onofrio.
Trzeci sezon Daredevila jest częścią franczyzy Filmowego Uniwersum Marvela i jest jedenastym rozdziałem Sagi Defenders. Całość trzeciego sezonu, składającego się z 13 odcinków, została udostępniona równocześnie 19 października 2018 roku w serwisie Netflix. Pod koniec listopada tego samego roku poinformowano o zakończeniu serialu na tym sezonie. W lipcu 2022 roku zapowiedziano kontynuację, Daredevil: Odrodzenie z premierą na Disney+. Trzeci sezon Daredevila otrzymał pozytywne oceny od krytyków i został nagrodzony Saturnem za najlepszy serial o superbohaterach na platformie streamingowej.

## Obsada

### Główna
- Charlie Cox jako Matt Murdock / Daredevil, niewidomy prawnik, który prowadzi podwójne życie i samodzielnie wymierza sprawiedliwość jako Daredevil[5].
- Deborah Ann Woll jako Karen Page, była sekretarka w kancelarii Murdocka i Nelsona, która pracuje dla „New York Bulletin”[5].
- Elden Henson jako Foggy Nelson, najlepszy przyjaciel i były wspólnik Murdocka, który pracuje w kancelarii Hogarth, Chao & Benowitz[5].
- Joanne Whalley jako Maggie Grace, zakonnica, która okazuje się być matką Murdocka[6][7]. Isabella Pisacane zagrała młodszą Maggie Grace[8].
- Jay Ali(inne języki) jako Rahul „Ray” Nadeem, agent FBI, który zajmuje się sprawą Fiska[9].
- Wilson Bethel jako Benjamin „Dex” Poindexter, agent FBI i psychopata potrafiący wykorzystać prawie każdy przedmiot jako narzędzie do zabijania[10][11]. Conor Proft zagrał Dexa jako nastolatka, a Cameron Mann jako dziecko[12].
- Stephen Rider(inne języki) jako Blake Tower, prokurator okręgowy Nowego Jorku, który pomaga Daredevilowi[13].
- Vincent D’Onofrio jako Wilson Fisk / Kingpin, wpływowy biznesmen i przestępca[5].

### Drugoplanowa
- Peter McRobbie(inne języki) jako Paul Lantom, ksiądz katolicki i powiernik Murdocka[13].
- Danny Johnson(inne języki) jako Benjamin Donovan, adwokat Fiska[14].
- Stephen Rowe jako Nicholas Lee, prawnik w kancelarii Donovan and Partners pracującej dla Fiska[15].
- Kate Udall jako Tammy Hattley, specjalna agentka, która kieruje nowojorskim oddziałem FBI[16].
- Sunita Deshpande jako Seema Nadeem, żona Raya i matka Samiego[16].
- Noah Huq jako Sami Nadeem, syn Seemy i Raya[16].
- Geoffrey Cantor(inne języki) jako Mitchell Ellison, redaktor naczelny „New York Bulletin”[16].
- Peter Halpin jako Theo Nelson, brat Foggy’ego[17].
- Matthew McCurdy jako Wellers, agent FBI[18].
- Don Castro(inne języki) jako Pryor Arinori, agent FBI[18].
- Amy Rutberg(inne języki) jako Marci Stahl, prawniczka i dziewczyna Foggy’ego Nelsona[19][20].
- Holly Cinnamon(inne języki) jako Julie Barnes, kelnerka, która pracowała z Poindexterem na infolinii dla samobójców[21][22].
- Scotty Crowe jako Lim, agent FBI[23].
- Richard Prioleau jako Doyle, agent FBI[23].
- David Anthony Buglione(inne języki) jako Johnson, agent FBI[12].
- Sam Slater jako O’Connor, agent FBI[24].
- Andrew Sensenig jako Winn, agent FBI[8].
- Royce Johnson(inne języki) jako Brett Mahoney, detektyw nowojorskiej policji, który przyjaźni się z Murdockiem i Nelsonem[25].
- Joe Jones jako Felix Manning, współpracownik Fiska[22].
- Kelly McAndrew jako Shelby, programistka, która została zmuszona do pracy dla Fiska[8].

### Gościnna
- Matt Gerald(inne języki) jako Melvin Potter, mechanik, projektant i płatnerz, który tworzy pancerne ubrania[16].
- John Patrick Hayden jako Jack Murdock, nieżyjący ojciec Murdocka, który był zawodowym bokserem[8].
- Annabella Sciorra jako Rosalie Carbone, przestępczyni operująca na terenie Herlemu[8].
- Ron Simmons jako Streiber, kapitan nowojorskiej policji[14].
- Ajjelet Zurer jako Vanessa Marianna–Fisk, żona Fiska[20].
- Fajer Kaisi jako Nihar Nadeem, brat Raya i mąż Saanvi[15].
- Nandita Shenoy jako Saanvi Nadeem, żona Nihara[15].
- Dina Shihabi(inne języki) jako Neda Kazemi, gwiazda programu telewizyjnego Heiresses of Manhattan[15].
- Chris Colombo jako Rostam Kazemi, deweloper i ojciec Nedy[15].
- Matt DeAngelis jako Jasper Evans, współwięzień Fiska z Ryker’s Island[18].
- Deirdre O’Connell(inne języki) jako Anna Nelson, matka Foggy’ego i Theo[18]
- Michael Mulheren(inne języki) jako Edward Nelson, ojciec Foggy’ego i Theo[18]
- John Francis McNamara jako Timmy Nelson, wuj Foggy’ego i Theo[18].
- Anne Carney jako Jeanie Nelson, ciotka Foggy’ego i Theo[18].
- Arden Wolfe jako Ruthie Nelson, siostrzenica Foggy’ego[18].
- Andy Lucien jako Ramsey, agent FBI, który zaczął pracować dla Fiska[18].
- Bill Winkler jako Riggle, strażnik w więzieniu Ryker’s Island[18].
- Meredith Selenger jako Lily Ellison, żona Mitchella[26].
- Chris Carfizzi jako Jason Ellison, siostrzeniec Mitchella i Lily[26].
- Kimberli Alexis Flores jako Alvarez, agentka FBI pracująca nad sprawą Fiska[24].
- Lee Targesen jako Paxton Page, ojciec Karen i Kevina[16].
- Karina Casiano jako Betsy Beatty, kuratorka i dziewczyna Melvina Pottera[16].
- Ezra Knight jako John Hammer, kryminalista, który został zmuszony przez Fiska do współpracy[8].
- Steve Axelrod(inne języki) jako Latimer Zyl, przestępca współpracujący z Fiskiem[8].
- Jack DiFalco(inne języki) jako Kevin Page, młodszy brat Karen[27].
- Lesley Ann Warren jako Esther Falb, właścicielka obrazu „Królik w śnieżycy”[28][20].
- Sharon Hope(inne języki) jako Bess Mahoney, matka Bretta[29].

## Emisja
Trzeci sezon serialu Daredevil, składający się z 13 odcinków, zadebiutował w całości 19 października 2018 roku w serwisie Netflix, w tym również w Polsce.
1 marca 2022 roku trzeci sezon Daredevila wraz z pozostałymi sezonami i serialami Marvel Television został usunięty z Netflixa na wszystkich rynkach. 16 marca został on udostępniony na Disney+ w Stanach Zjednoczonych, Kanadzie, Wielkiej Brytanii, Irlandii, Australii i Nowej Zelandii jako Saga Defenders, natomiast w Polsce pojawił się w tym serwisie 29 czerwca 2022 roku.

## Lista odcinków
| № | Nr | Tytuł                 | Tytuł polski       | Reżyseria          | Scenariusz              | Premiera (Netflix)   | Premiera w Polsce (Netflix) |
| --- | -- | --------------------- | ------------------ | ------------------ | ----------------------- | -------------------- | --------------------------- |
| 27 | 1  | Resurrection          | Wskrzeszenie       | Marc Jobst         | Erik Oleson             | 19 października 2019 | 19 października 2019        |
| Poważnie ranny podczas walki Matt Murdock wydostaje się przez kanalizację na powierzchnię. Odnajduje go taksówkarz i zabiera do ojca Paula Lantoma. Ten powierza Murdocka opiece siostry Maggie w sierocińcu św. Agnieszki, gdzie Murdock się wychował. W miarę jak Murdock wraca do zdrowia, przeżywa kryzys wiary i decyduje, że w dalszym ciągu będzie walczył jako Daredevil. Rozpoczyna treningi, by wrócić do formy. Pewnej nocy udaremnia porwanie, ale zostaje dotkliwie pobity. W tym czasie Karen Page (która zaczęła pracę jako reporterka „New York Bulletin”) i Foggy Nelson zaczynają tracić nadzieję, że Murdock żyje. W więzieniu Wilson Fisk postanawia zawrzeć układ z FBI, by ochronić swoją żonę Vanessę Mariannę, która może zostać oskarżona o współudział w jego zbrodniach. Sprawa zostaje przydzielona agentowi specjalnemu Rahulowi „Rayowi” Nadeemowi, który zmaga się kłopotami finansowymi. |    |                       |                    |                    |                         |                      |                             |
| 28 | 2  | Please                | Proszę             | Lukas Ettlin       | Jim Dunn                | 19 października 2019 | 19 października 2019        |
| Informacje uzyskane od Fiska prowadzą do aresztowania przywódców albańskiego gangu, a Nadeem przekonuje swoich przełożonych, by pozwolili mu kontynuować współpracę z Fiskiem. Wieść o współpracy Fiska z FBI szybko rozchodzi się i zostaje zorganizowany na niego zamach. Nadeem zgadza się przenieść Fiska z więzienia do aresztu domowego, ale po drodze konwój zostaje zaatakowany przez Albańczyków, a większość agentów FBI zostaje zabita. Fiska ratuje agent specjalny Benjamin „Dex” Poindexter, który ma niezwykle wysokie umiejętności strzeleckie i wykorzystuje je do zamordowania części napastników nawet po ich poddaniu się. Murdock tropi porywaczy, których po pobiciu pozostawia policji. Page planuje złożyć raport w sprawie próby porwania, w którą zamieszana była Neda Kazemi. Po tym, jak Page opowiada Kazemi o śmierci swojego brata Kevina, Neda otwiera się przed Page na temat ataku, co prowadzi Karen do przekonania, że Murdock nadal żyje. Jednak Foggy, który rozważa porzucenie kariery, by pomóc swojemu bratu Theo w prowadzeniu rodzinnego biznesu, jest sceptyczny. |    |                       |                    |                    |                         |                      |                             |
| 29 | 3  | No Good Deed          | Złe uczynki        | Jennifer Getzinger | Sonay Hoffman           | 19 października 2019 | 19 października 2019        |
| FBI umieszcza Fiska w apartamencie na najwyższym piętrze hotelu, którego używają jako kryjówki. Wiadomość o jego zwolnieniu z więzienia zostaje upubliczniona wywołując protesty przed hotelem i zainteresowanie reporterów, w tym Page, która dowiaduje się, że hotel należał do ojca Nedy Kazemi, Rostoma, który sprzedał go firmie reprezentowanej przez prawnika Fiska, Benjamina Donovana. Nelson udaje się do prokuratora okręgowego Blake’a Towera, by zaoferować swoją pomoc w ponownym zamknięciu Fiska w więzieniu. Tower niechętnie sprzeciwia się FBI zwłaszcza, że ubiega się o reelekcję. Murdock sprawdza hotel, ale zaczyna mieć halucynacje. Następnie przesłuchuje Donovana i dowiaduje się o sytuacji z Vanessą. Przysięga powstrzymać Fiska i odesłać do więzienia. Wyjawia Nelsonowi, że żyje, ale tylko po to, by ostrzec jego i Page, by trzymali się z daleka od Fiska. Podczas rutynowej oceny psychologicznej mającej na celu określenie jego przydatności do służby Poindexter opowiada o wsparciu emocjonalnym, jakie otrzymuje od swojej dziewczyny Julie Barnes. Jednak później okazuje się, że ją prześladuje. |    |                       |                    |                    |                         |                      |                             |
| 30 | 4  | Blindsided            | Tonąc w mroku      | Alex Garcia Lopez  | Lewaa Nasserdeen        | 19 października 2019 | 19 października 2019        |
| Przełożeni Poindextera prowadzą dochodzenie w sprawie zabicia dwóch Albańczyków podczas ataku na konwój, który przewożony był Fisk. Fisk potwierdza fałszywe zeznania Poindextera, jakoby działał w samoobronie. Nelson, niezadowolony z żądań Murdocka, mówi Karen o ich spotkaniu. Marci Stahl, dziewczyna Nelsona, przekonuje go, by kandydował na prokuratora okręgowego przeciwko Towerowi, by zapewnić powrót Fiska przed oblicze sprawiedliwości. Nelson zyskuje poparcie nowojorskiej policji, która postrzega Fiska jako zabójcę policjanta. Page kontynuuje swoje śledztwo i odkrywa, że Felix Manning był powiązany z firmą, która kupiła hotel, w którym mieszka Fisk. Murdock podszywa się pod Nelsona, by dostać się do więzienia, w którym przebywa Jasper Evans. Tam dowiaduje się, że Fisk zapłacił mu za zaatakowanie go w celu przekonania FBI do przeniesienia. Z pomocą Albańczyków Murdock walczy z więźniami i strażnikami pracującymi dla Fiska i ucieka z więzienia, ale zostaje wypchnięty z nabrzeża przez taksówkarza. |    |                       |                    |                    |                         |                      |                             |
| 31 | 5  | The Perfect Game      | Idealny mecz       | Julian Holmes      | Tonya Kong              | 19 października 2019 | 19 października 2019        |
| Kiedy Fisk dowiaduje się, że Matt przeżył zatopienie taksówki, mówi FBI, że mają do czynienia z pracującym dla niego kryminalistą imieniem Matt Murdock. Karen konfrontuje się z prawdziwym współpracownikiem Fiska, Manningiem, ale ten grozi jej wiedzą o jej rodzinie. Nadeem przesłuchuje Karen i Foggy’ego w sprawie Matta i obaj próbują naprowadzić go na Fiska i jego zbrodnie. W tym czasie Fisk przegląda akta Manninga na temat Dexa dowiadując się jak zabił swojego trenera baseballu i poznał Julie Barnes. Fisk widzi potencjał Dexa, aby stać się nowym złoczyńcą, na którym opinia publiczna może się skupić, aby odwrócić uwagę od niego. Karen wyjawia Foggy’emu, że zabiła Jamesa Wesleya. |    |                       |                    |                    |                         |                      |                             |
| 32 | 6  | The Devil You Know    | Ki diabeł          | Stephen Surjik     | Dylan Gallagher         | 19 października 2019 | 19 października 2019        |
| Nelson zapewnia Page, że po zabiciu Wesleya w samoobronie nadal jest dobrą osobą. Poindexter spotyka się z Fiskiem, który potwierdza, że to on stał za zatrudnieniem Barnes w hotelu. Murdock odwiedza Page, by poprosić ją o pomoc w odnalezieniu Evansa, który może złożyć zeznania przeciwko Fiskowi. Nelson organizuje spotkanie Nadeema i Page w „New York Bulletin”, gdzie Page ma porozmawiać z Evansem na temat planów Fiska. W zamian za to Murdock zgadza się zwrócić się do FBI, by oczyścić swoje imię. Zrozpaczony z powodu Barnes Poindexter rozważa popełnienie samobójstwa. Fisk proponuje mu alternatywę, w której Poindexter ma się udać do „New York Bulletin” przebrany za Daredevila, walczyć z Murdockiem i zabić Evansa, zanim ten będzie zeznawać. Poindexter konfrontuje się z FBI, w tym Nadeemem, co prowadzi FBI do przekonania, że zostali zaatakowani przez Daredevila. |    |                       |                    |                    |                         |                      |                             |
| 33 | 7  | Aftermath             | Pokłosie           | Toa Fraser         | Sarah Streicher         | 19 października 2019 | 19 października 2019        |
| Daredevil zostaje zaatakowany przez opinię publiczną i media, a Page nie jest w stanie przekonać Nadeema, że to nie był prawdziwy Daredevil i że za atakiem stał Fisk. Kiedy próbuje zrobić to samo ze swoim szefem Mitchellem Ellisonem, ten każe jej wyjawić, kim jest Daredevil lub odejść. Później Page pyta później swojego ojca Paxtona, czy mogłaby spędzić z nim trochę czasu w domu, ale on odpowiada, że to nie najlepszy moment. Nelson wierzy, że udało mu się rozgryźć plany Fiska. Murdock jest wściekły, że naraził swoich przyjaciół na niebezpieczeństwo. Odwiedza Melvina Pottera, człowieka, który stworzył kostium Daredevila. Potter potwierdza, że Fisk zmusił go do stworzenia kopii stroju i ujawnia, że w tej sprawie pojawił się agent FBI. Następnie Potter próbuje wrobić Murdocka w atak na „New York Bulletin”, ale udaje mu się uciec przed przybywającymi agentami FBI. Nadeem bada sprawę Evansa i zaczyna wierzyć, że Fisk nimi manipuluje, ale nie ma na to dowodów. W domu spotyka Murdocka jako Daredevila, który wyjaśnia, że napastnik w stroju Daredevila w „New York Bulletin” był agentem FBI. |    |                       |                    |                    |                         |                      |                             |
| 34 | 8  | Upstairs / Downstairs | Na górze i na dole | Alex Zakrzewski    | Dara Resnik             | 19 października 2019 | 19 października 2019        |
| Nadeem uświadamia sobie, że to Poindexter był napastnikiem i próbuje pogodzić się z Barnes wierząc, że potrzebuje jej, by zastąpiła jego terapeutkę. Barnes niechętnie zgadza się rozpocząć z nim rozmowę, ale Fisk ją zabija. Wierząc, że Barnes go porzuciła, stan psychiczny Poindextera coraz bardziej się pogarsza. Murdock i Nadeem włamują się do mieszkania Poindextera, ale nie mogą znaleźć dowodu na to, że to on był napastnikiem, a jedynie nagrania z jego sesji terapeutycznych, które ujawniają jego psychopatyczne skłonności. Poindexter wraca do domu i rani Nadeema, któremu udaje się uciec razem z Murdockiem. Nelson uważa, że może udowodnić, że Fisk nadal pracuje jako przestępca, co doprowadzi go do powrotu do więzienia. Postanawia poruszyć te kwestie w debacie z Towerem i pozwolić Page napisać o tym, ale zamiast tego Page udaje się spotkać z Fiskiem. Ujawnia, że wie, że to on zabił swojego ojca i że to ona zabiła Wesleya oraz przypadkowo potwierdza, że Murdock jest Daredevilem. Murdock przypadkowo słyszy, jak siostra Maggie w modlitwie wyjawia, że jest jego matką. |    |                       |                    |                    |                         |                      |                             |
| 35 | 9  | Revelations           | Rewelacje          | Jennifer Lynch     | Erik Oleson Sam Ernst   | 19 października 2019 | 19 października 2019        |
| Zmagając się z faktem, że zarówno Maggie, jak i Lantom ukrywali przed nim prawdę, Murdock udaje się do opuszczonego klubu bokserskiego, w którym walczył jego ojciec. Manning grozi rodzinie Nelsona, chyba że publicznie przeprosi za wypowiadanie się przeciwko Fiskowi podczas debaty. Page postanawia ukryć się przed Fiskiem, a Maggie oferuje jej pomoc. Nadeem opowiada swoim przełożonym, dowodzącej agentce specjalnej Tammy Hattley i agentowi Winnowi z Biura Odpowiedzialności Zawodowej, o spisku FBI z udziałem Fiska i Poindextera. Później Hattley zabija Winna bronią Nadeema, ujawniając, że pracuje dla Fiska. Następnie fabrykuje dowody, dzięki którym może wrobić Nadeema w morderstwo Winna i szantażuje go, by Nadeem pracował dla Fiska. Hattley wyjaśnia Nadeemowi, że Fisk manipulował nim przez ostatni rok i to on stał za jego problemami finansowymi. Fisk każe Nadeemowi i Poindexterowi aresztować kilku przywódców gangów w całym Nowym Jorku i zabrać ich do restauracji, gdzie Fisk oferuje im ochronę przed zarzutami FBI w zamian za zapłatę. Fisk zmusza Nadeema do zwabienia Murdocka na spotkanie, jednak ten zdaje sobie sprawę, że to pułapka i zamiast tego udaje się do hotelu, by poczekać na Fiska. Tam podsłuchuje agentów FBI lojalnych wobec Fiska, którzy odkryli, że Page ukrywa się w kościele. |    |                       |                    |                    |                         |                      |                             |
| 36 | 10 | Karen                 | Karen              | Alex Garcia Lopez  | Tamara Becher-Wilkinson | 19 października 2019 | 19 października 2019        |
| W retrospekcjach Karen odkłada pójście na studia, ponieważ wie, że jej ojciec i brat Kevin nie byliby w stanie prowadzić rodzinnej restauracji po śmierci jej matki. Nudzi ją życie w małym miasteczku i wraz ze swoim chłopakiem Toddem zaczyna zażywać i sprzedawać narkotyki. Pewnego dnia Kevin wyjawia siostrze, że zapisał ją na studia, co Paxton świętuje rodzinnym obiadem, ale prowadzi to do kłótni, a Page ucieka z Toddem. Po upiciu się i wspólnym naćpaniu wracają do przyczepy, w której mieszka Todd, którą Kevin podpala. Todd atakuje Kevina, a Page rani Todda własną bronią, by go powstrzymać. Postanawia odwieźć Kevina do domu, jednak dochodzi do wypadku, w którym Kevin umiera. Lokalny szeryf tuszuje udział Page, a Paxton prosi ją, by wyjechała. Obecnie Page uczestniczy w nabożeństwie w kościele. Na miejscu pojawia się Poindexter przebrany za Daredevila i zabija Lantoma, zamierzając następnie zabić Page. Wybierając między uratowaniem Page a czekaniem na Fiska, Murdock konfrontuje się z Poindexterem w kościele, który dotkliwie bije Murdocka, zanim Page udaje się zrzucić Poindextera z balkonu na drugim piętrze i uciec. |    |                       |                    |                    |                         |                      |                             |
| 37 | 11 | Reunion               | Razem              | Jet Wilkinson      | Jim Dunn Dara Resnik    | 19 października 2019 | 19 października 2019        |
| Poindexter każe Nadeemowi przejąć kontrolę nad miejscem zbrodni w kościele, a FBI szuka Murdocka i Page, którzy pozostają w ukryciu dzięki pomocy Maggie. Departament Sprawiedliwości wycofuje wszystkie zarzuty przeciwko Fiskowi. Publicznie ogłasza on swoją wolność w przemówieniu, w którym nazywa Daredevila wrogiem opinii publicznej. Gdy Vanessa wraca do Nowego Jorku, Fisk próbuje odzyskać obraz, który dała mu przy pierwszym spotkaniu. Znajduje się on w posiadaniu Esther Falb, ocalałej z Holokaustu, a jej rodzina była pierwotnymi właścicielami obrazu. Fisk pozwala jej zatrzymać obraz. Nelson rozważa przeczytanie oświadczenia, w którym przeprasza Fiska, jednak Murdock kontaktuje się z nim, by pomógł jemu i Page wydostać się z kościoła. Nelson oddaje Page w ręce nowojorskiej policji. Pozwala na to Nadeem, by odwrócić uwagę FBI na tyle długo, by Murdock również mógł uciec. Murdock, Nelson i Page planują kolejne ruchy przeciwko Fiskowi i wiedzą, że będą potrzebować pomocy. Później Nadeem i jego rodzina zostają zaatakowani przez agentów FBI lojalnych wobec Fiska. Murdock pomaga Nadeemowi w walce z nimi i wyjawia mu swoją tożsamość. |    |                       |                    |                    |                         |                      |                             |
| 38 | 12 | One Last Shot         | Ostatni raz        | Phil Abraham       | Sam Ernst               | 19 października 2019 | 19 października 2019        |
| Fisk spotyka się z Vanessą, która przekonuje go, by dopuścił ją do kryminalnej strony swojego życia. Bez konsultacji z Fiskiem Poindexter odzyskuje obraz od Falb, a Vanessa zauważa krew na ramieniu. Murdock zgadza się zrealizować plan Nelsona. Pracując razem jako prawnicy, przyjmują Nadeema jako klienta. Z pomocą Towera, Nadeem ma zeznawać przeciwko Fiskowi przed ławą przysięgłych. Nelson wycofuje się z wyścigu o stanowisko prokuratora okręgowego. W międzyczasie Karen zwołuje konferencję prasową, by opinia publiczna była świadoma, że zeznania Nadeema zostaną utajnione. Murdock i Nelson świętują po przesłuchaniu, a Nelson sugeruje, że chciałby ponownie współpracować z Murdockiem. Okazuje się, że Fisk kontroluje ławę przysięgłych, więc przesłuchanie nie ma żadnego wpływu. Nadeem jest przekonany, że Fiska nie da się zatrzymać i wraca do domu. Fisk uważa, że lepiej nie zabijać Nadeema teraz, gdy jest osobą publiczną, ale Vanessa przekonuje go, by to jednak zrobić. Wysyłają Poindextera, który zabija Nadeema. |    |                       |                    |                    |                         |                      |                             |
| 39 | 13 | A New Napkin          | Nowa serwetka      | Sam Miller         | Erik Oleson             | 19 października 2019 | 19 października 2019        |
| Gdy plan Nelsona zostaje udaremniony, Murdock planuje zabić Fiska. Porywa i przesłuchuje Manninga dowiadując się, że Vanessa stała za śmiercią Nadeema, a Fisk kazał zabić Barnes. Nelson spotyka się z żoną Nadeema, Seemą, której Nadeem zostawił wiadomość wideo będącą jego oświadczeniem o śmierci, zawierającą szczegółowe informacje na temat wszystkich zbrodni Fiska. Murdock mówi Poindexterowi o śmierci Barnes. Następnie Poindexter odnajduje jej ciało. Fisk i Vanessa pobierają się w hotelu, ale ich przyjęcie zostaje przerwane, gdy Page rozpowszechnia wideo Nadeema w mediach społecznościowych, a na miejscu pojawia się Poindexter, który atakuje Fiska i Vanessę. Murdock wkrótce dołącza do walki. Fisk pokonuje Poindextera pozostawiając go sparaliżowanego, podczas gdy Murdock obezwładnia Fiska. Fisk zgadza się wrócić do więzienia i zostawić Page i Nelsona w spokoju, jeśli Matt nie ujawni udziału Vanessy w śmierci Nadeema. Po aresztowaniu Fiska odbywa się pogrzeb Lantoma. Nelson proponuje Murdockowi i Page, by ponownie zaczęli razem pracować. Poindexter przechodzi eksperymentalną operację kręgosłupa. |    |                       |                    |                    |                         |                      |                             |

## Produkcja

### Rozwój projektu
W lipcu 2016 roku podczas San Diego Comic-Conu Jeph Loeb wyjawił, że Netflix zamówił trzeci sezon serialu. Poinformowano wtedy, że Douglas Petrie i Marco Ramirez powrócą jako showrunnerzy. W październiku 2017 roku ujawniono, że jednak zastąpi ich Erik Oleson. W lipcu 2018 roku wiceprezes Netfliksa, Cindy Holland przyznała, że opóźnienie w pracach nad trzecim sezonem było spowodowane harmonogramem pozostałych produkcji, a przede wszystkim powstawaniem crossovera Defenders, w którym członkowie obsady wszystkich czterech powiązanych seriali spotkali się na ekranie, a także obawą przed obniżeniem jakości sezonu.
Producentami wykonawczymi serialu obok Olesona i Loeba zostali również: Jim Chory, Drew Goddard, Alan Fine, Stan Lee, Joe Quesada i Karim Zreik. Nad produkcją trzeciego sezonu pracowały ABC Studios i Marvel Television.

### Scenariusz
Nad scenariuszem do poszczególnych odcinków pracowali: Erik Oleson, Jim Dunn, Sonay Hoffman, Lewaa Nasserdeen, Tonya Kong, Dylan Gallagher, Sarah Streicher, Dara Resnik, Sam Ernst i Tamara Becher-Wilkinson.
Zakończenie miniserialu Defenders zasugerowało, że elementy sezonu będą inspirowane fabułą komiksu „Born Again”. Charlie Cox wyraził podekscytowanie adaptacją tej historii, określając ją jako „niesamowitą” i stwierdzając, że niesione przez nią konsekwencje byłyby dla fabuły sezonu „bardzo ekscytujące”. Przestrzegł jednak, że zaadaptowane zostały jedynie niektóre elementy z „Born Again” i że „serial będzie atrakcyjny dla fanów, którzy bardzo dobrze znają komiksy”. Oleson stworzył oryginalną historię na ten sezon, biorąc niektóre elementy ze swoich „ulubionych komiksów, opowiadając większą opowieść”. Przedstawiając swoje pomysły studiu, Oleson spodziewał się z większych obiekcji, ale powiedział, że przedstawiciele Marvela byli „niesamowicie podekscytowani fabułą” i dali mu pełną swobodę twórczą. Jeph Loeb zauważył, że pomimo tej pozornej swobody Oleson nadal musiał uporać się z konsekwencjami wydarzeń przedstawionymi w Defenders. Poza „Born Again” Oleson czerpał inspirację z „Guardian Devil”. Oleson czuł, że jeśli jakikolwiek widz jest pobożnym katolikiem, wydarzenia z pierwszych odcinków może odczytać jako przesłanie od Boga do Matta.
Oleson zwrócił uwagę na to, że Murdock na początku sezonu został „złamany fizycznie, emocjonalnie i duchowo”, a jego wyostrzone zmysły zaczęły go zawodzić. Dodał, że bohater „jest zły na Boga, jest zły na to, że ryzykował życie, by wykonać dzieło Boże, i zastanawia się, czy był głupcem, czy nie”. W rezultacie Murdock zakłada swój oryginalny czarny strój, podobny do tego, którego nosił w pierwszym sezonie, ponieważ „znalazł się w najciemniejszym miejscu, jakim tylko się da” i znajduje się w momencie, w którym „zdaje sobie sprawę, że nie jest zdolny do bycia Daredevilem [i] wolałby to po prostu zakończyć, niż iść dalej w swoim życiu bez zdolności”. Pozwoliło to również na powrót bohatera „do podstawowej idei” bycia synem boksera, „gdzie jego styl walki był bardziej brutalny”. Oleson chciał sprawić, by „sekwencje akcji miały większe znaczenie i albo odzwierciedlałby postacie, albo miały prawdziwą stawkę”. Wyraził opinię, że „najlepszy scenariusz to taki, w którym sekwencje akcji są nieodłączną częścią historii i nie da się przewidzieć, jakie będą jej konsekwencje”.
Powracającą postać Wilsona Fiska / Kingpina Oleson określił jako „mądrzejszą, bardziej wyrachowaną i manipulującą”. Uznał, że włączenie tej postaci w fabułę tego sezonu umożliwiło mu „opowiedzenie historii istotnej dla otaczającego nas świata. Patrzyłem na serial jako na sposób na zbadanie, w jaki sposób tyrani manipulują, by forsować swój własny program i wywoływać strach i nieufność”. Loeb czuł, że sezon ten „wrócił do świata kryminału”. Wątki fabularne Karen Page i Foggy’ego Nelsona zostały szerzej rozwinięte w tym sezonie. Wszystkie postacie drugoplanowe potraktowano „jako prawdziwych emocjonalnie ludzi, a nie jak rekwizyty lub urządzenia”. Oleson chciał, by byli „bohaterami własnej podróży”, inspirując się serialami Breaking Bad, Gra o tron, Rodzina Soprano i Prawo ulicy.
Benjamin „Dex” Poindexter nie jest określany pseudonimem „Bullseye” w trakcie sezonu. Dopiero w ostatniej scenie, w trakcie operacji Poindextera, nawiązano do jego komiksowego pseudonimu. Oleson „był bardzo zainteresowany opowiedzeniem nie tylko tego, jak postać, którą znamy z komiksów, jest pełnoprawnym psychopatą i zabójcą, ale także o tym, jak kogoś w prawdziwym życiu można zmienić w kogoś takiego”. To pochodzenie nawiązywało również do głównego tematu sezonu, jakim był strach, który pojawił się także w wątkach fabularnych Murdocka, Page i Fiska. Scenarzyści konsultowali się z psychiatrami i psychologami, by pomóc w stworzeniu realistycznego portretu Dexa i tego, jak mógłby zamienić się w Bullseye’a.
W sezonie pojawiają się stacje telewizyjne i radiowe WJBP, WHIH i WNEX, które zostały wcześniej ukazane w produkcjach Filmowego Uniwersum Marvela. WJBP regularnie pojawiła się wcześniej w serialach Luke Cage i Iron Fist; WNEX jest stacją radiową, w której Trish Walker prowadzi swój talk show „Trish Talk” z serialu Jessica Jones, natomiast WHIH jest stacją telewizyjną, w której jedną z prezenterek jest Christine Everhart, którą zagrała Leslie Bibb w filmach Iron Man i Iron Man 2 oraz w serialu internetowym WHiH NewsFront. Również nagłówki gazet z „New York Bulletin” nawiązują do różnych przeszłych wydarzeń z wcześniejszych produkcji franczyzy.

### Casting
W lipcu 2016 roku poinformowano, że Charlie Cox powróci w roli Matta Murdocka. W październiku 2017 roku ujawniono, że w trzecim sezonie powrócą również Vincent D’Onofrio jako Wilson Fisk, Deborah Ann Woll jako Karen Page i Elden Henson jako Foggy Nelson. W listopadzie poinformowano, że do obsady dołączył Wilson Bethel. W styczniu 2018 roku ujawniono, że Joanne Whalley dołączyła do obsady jako Maggie Grace, a w marcu Jay Ali jako Rahul Nadeem. Po premierze sezonu okazało się, że Stephen Rider powrócił jako Blake Tower.
W lutym 2018 roku poinformowano, że Amy Rutberg powróci jako Marci Stahl. Na początku października ujawniono, że Lesley Ann Warren i Peter Halpin zagrają Esther Falb i Theo Nelsona. Swoje role z poprzednich sezonów powtórzyli również: Royce Johnson jako Brett Mahoney, Peter McRobbie jako Paul Lantom, Danny Johnson jako Benjamin Donovan, Geoffrey Cantor jako Mitchell Ellison, Matt Gerald jako Melvin Potter, John Patrick Hayden jako Jack Murdock i Ajjelet Zurer jako Vanessa Marianna–Fisk.
Ponadto swoje role powtórzyli: Annabella Sciorra jako Rosalie Carbone z drugiego sezonu serialu Luke Cage oraz Ron Simmons jako Streiber z miniserialu Defenders.

### Scenografia i kostiumy
Za scenografię do trzeciego sezonu serialu odpowiadał Adam Scher. Jednym z pragnień Schera było, by na plebanii kościoła pojawiły się portrety sióstr zakonnych, które pracowały tam na przestrzeni dekad. Eric Rosenberg, który odpowiadał za projekty graficzne sezonu, znalazł w jednym z banków zdjęć stare zdjęcie grupowe i kupił na nie licencję, a następnie obrobił je i wydzielił zakonnice tak, by wyglądały na indywidualne portrety. Rosenberg zaprojektował również wszelkie elementy graficzne, w tym witraże w kościele, okładki gazet, witryny sklepów, fotografie, czy biuro FBI. Sala konferencyjna, która została pokazana w serialu była prawdziwą salą konferencyjną Marvel Television. Ponadto biura wytwórni wykorzystano jako biura FBI.
Kostiumy w tym sezonie zaprojektowała Elisabeth Vastola. Zapytana o projekt stroju Daredevila wyjaśniła, iż chciała, by sprawiał wrażenie atletycznego, ale także by miał także więcej tekstury, szorstkości i brudu, by sprawiał wrażenie bardziej instynktownie wybranego. Rękawice zrobione z lin są nawiązaniem do wiązania kard chuek w Muay Thai. Jej celem było, by wszystko w stroju Daredevila było „brutalne i zastraszające”. By właściwie dobrać strój codzienny Matta, który nosił na czas pobytu w kościele z zakonnicami, Vastola współpracowała z Charliem Coxem. Ostatecznie zdecydowała, że do stroju należy wykorzystać te same materiały, które zostały wykorzystane na szaty dla sióstr zakonnych i księży, jako że „te fajne rzeczy nie spadają po prostu z nieba”. Vastoli przerobiła garderobę Foggy’ego, by pokazać, jak w jego i Matta przypadku sytuacja się odwróciła, „ponieważ Foggy jest teraz tym, który odnosi sukcesy, a Matt się rozpada”. Zmieniono mu fryzurę i ubrano go w dopasowane garnitury od Martina Greenfielda, które utrzymano w „ciepłej palecie barw, z dużą ilością brązu i cynamonu”. W przypadku Karen zamiast sukienek ubrała ją w spodnie, by pokazać ją jako aktywną, biegającą po mieście reporterkę śledczą. W przypadku gdy w danych scenach chciano pokazać poczucie obecności Matta, Vastola umieszczała w strojach Foggy’ego i Karen czerwień, kolor Daredevila. W trzecim sezonie Wilson Fisk / Kingpin zaczął nosić charakterystyczny dla niego biały garnitur. Vastola przyznała, że „był to najbardziej pracochłonny kostium”, jaki musiała zaprojektować, starając się, by mimo bieli nadal prezentował się złowieszczo i nie kojarzył się z filmami Człowiek z blizną czy Gorączka sobotniej nocy.

### Zdjęcia i postprodukcja
Zdjęcia do sezonu rozpoczęły się 13 listopada 2017 roku w Nowym Jorku pod roboczym tytułem Ringside S3. Prace na planie zakończono pod koniec maja 2018. Za zdjęcia odpowiadał Christopher LaVasseur. W marcu 2018 roku przez tydzień realizowano zdjęcia w Windham, które reprezentowało Fagan Corners w Vermont, miasto rodzinne Karen Page w komiksach. Ekipa produkcyjna zapłaciła za remont lokalnego sklepu, który posłużył jako restauracja na potrzeby serialu, a także skorzystała z miejskiego lądowiska dla helikopterów ratunkowych. Ponadto zdjęcia kręcono na pobliskich terenach narciarskich i w klubie wiejskim. Zewnętrzna część Lotte New York Palace Hotel posłużyła jako budynek apartamentu Fiska.
Podążając za tradycją poprzednich sezonów, w odcinku „Tonąc w mroku” pojawiła się długa scena akcji nakręcona w jednym ujęciu. Erik Oleson przypisał pomysł reżyserowi odcinka Alexowi Garcii Lopezowi, scenarzyście Lewai Nasserdeenowi i zespołowi kaskaderów. Po ustaleniu sekwencji Oleson poprosił Marvela, by dał ekipie filmowej cały dzień na jej przygotowanie, ponieważ „wymagało to doskonałej synchronizacji pracy każdego członka załogi”. Scena miała być hołdem i udoskonaleniem sceny z pierwszego sezonu. W sekwencji uwzględniono kilka momentów, w których zespół montażowy mógł w razie potrzeby dodać cięcie, chociaż ostatecznie nie musiał ich wykonać. Charlie Cox nazwał ukończoną sekwencję „niesamowitą”, dodając, że jest to „prawdziwy testament zespołu kaskaderów”. Lopez zwrócił uwagę, że Cox wykonał 80% akrobacji w tej scenie sam, a resztę jego dubler, Chris Brewster. Do nakręcenia tej sceny wykorzystano opuszczone więzienie na Staten Island.

## Muzyka
Muzykę do trzeciego sezonu ponownie skomponował John Paesano. Marvel’s Daredevil Season Three: Original Soundtrack Album został wydany cyfrowo 19 października 2018 roku przez Hollywood Records.
| Marvel’s Daredevil Season Three: Original Soundtrack Album – 2018 | Marvel’s Daredevil Season Three: Original Soundtrack Album – 2018 | Marvel’s Daredevil Season Three: Original Soundtrack Album – 2018 | Marvel’s Daredevil Season Three: Original Soundtrack Album – 2018 |
| Nr                                                                | Tytuł utworu                                                      | Muzyka                                                            | Długość                                                           |
| ----------------------------------------------------------------- | ----------------------------------------------------------------- | ----------------------------------------------------------------- | ----------------------------------------------------------------- |
| 1.                                                                | „Main Title”                                                      | J. Paesano, B. Kimball                                            | 1:05                                                              |
| 2.                                                                | „Subway Feels”                                                    | J. Paesano                                                        | 2:37                                                              |
| 3.                                                                | „The Motorcade”                                                   | J. Paesano                                                        | 2:43                                                              |
| 4.                                                                | „Tazin’ in the Dark”                                              | J. Paesano                                                        | 1:53                                                              |
| 5.                                                                | „Checking Mail”                                                   | J. Paesano                                                        | 3:36                                                              |
| 6.                                                                | „To the Nest”                                                     | J. Paesano                                                        | 1:36                                                              |
| 7.                                                                | „Agent Nadeem”                                                    | J. Paesano                                                        | 2:01                                                              |
| 8.                                                                | „Not Another Hallway”                                             | J. Paesano                                                        | 5:22                                                              |
| 9.                                                                | „Returning Home”                                                  | J. Paesano                                                        | 2:04                                                              |
| 10.                                                               | „All Star Pitcher”                                                | J. Paesano                                                        | 8:22                                                              |
| 11.                                                               | „Ricochet Neighbor”                                               | J. Paesano                                                        | 2:28                                                              |
| 12.                                                               | „The Murdocks”                                                    | J. Paesano                                                        | 2:38                                                              |
| 13.                                                               | „Trading Judgement”                                               | J. Paesano                                                        | 4:42                                                              |
| 14.                                                               | „Fagan Corners”                                                   | J. Paesano                                                        | 3:41                                                              |
| 15.                                                               | „Elevated Hubbies”                                                | J. Paesano                                                        | 2:35                                                              |
| 16.                                                               | „Leading the Blind”                                               | J. Paesano                                                        | 3:24                                                              |
| 17.                                                               | „Perp Walk”                                                       | J. Paesano                                                        | 2:49                                                              |
| 18.                                                               | „Wedding Day Jitters”                                             | J. Paesano                                                        | 4:36                                                              |
| 19.                                                               | „Dex Plus One”                                                    | J. Paesano                                                        | 5:29                                                              |
| 20.                                                               | „The Funeral”                                                     | J. Paesano                                                        | 4:08                                                              |
| 21.                                                               | „Still Stapled Together”                                          | J. Paesano                                                        | 3:42                                                              |
| 22.                                                               | „Nelson Murdock and Page”                                         | J. Paesano                                                        | 2:26                                                              |
|                                                                   |                                                                   |                                                                   | 1:13:57                                                           |

## Promocja
7 września 2018 roku zaprezentowano teaser jako scenę po napisach drugiego sezonu serialu Iron Fist. Zwiastun trzeciego sezonu udostępniono 4 października 2018 roku, a dwa dni później Charlie Cox, Elden Henson, Deborah Ann Woll, Vincent D’Onofrio, Joanne Whalley, Wilson Bethel i Jay Ali oraz Jeph Loeb i Erik Oleson promowali serial podczas panelu na New York Comic Conie.

## Odbiór

### Krytyka w mediach
Trzeci sezon serialu spotkał się z pozytywną reakcją krytyków. W serwisie Rotten Tomatoes 97% z 65 recenzji uznano za pozytywne, a średnia ocen wystawionych na ich podstawie wyniosła 8,1/10. Na portalu Metacritic średnia ważona ocen z 6 recenzji wyniosła 71 punktów na 100.
Liz Shannon Miller z Indie Wire stwierdziła, że serial „nie ma już takiej samej iskry, jak na początku, ale pomógł podnieść jakość opowiadania historii o superbohaterach w telewizji. Nadal pozostaje wiele do zrobienia, ale wydaje się, że Daredevil jest na dobrej drodze”. Alan Sepinwall z „Rolling Stone” podsumował, że „nie było wspaniale, ale był to pierwszy sezon Marvela/Netfliksa od lat, w którym stosunek tego, co zadziałało, do tego, co nie, był pozytywny – odbicie się tego serialu i całej minifranczyzy, bardzo potrzebne”. Danette Chavez z The A.V. Club ocenił, że „trzeci sezon Daredevila to powrót do formy”. Amon Warmann z „Empire Magazine” stwierdził, że „to właśnie dzięki sekwencjom akcji najnowszy sezon Daredevila naprawdę przechodzi samego siebie”. Vinnie Mancuso z Collidera napisał, że „Oleson i spółka stworzyli tak gęstą, mroczną scenerię, że po raz pierwszy od pierwszego sezonu Jessiki Jones powrót na ulice Hell’s Kitchen wydaje się bardziej przyjemnością niż obowiązkiem”. Scott Collura z IGN ocenił trzeci sezon jako „mocny wypad, [...] ponieważ nowy showrunner Erik Oleson przeorientował »Człowieka bez strachu« tak, by był pełen strachu i przeszkód, gdy próbuje wspiąć się na gruzy wszystkiego, co było wcześniej”. Charles Moss z portalu Polygon stwierdził, że „trzeci sezon Daredevila był mocny” i wyraził nadzieję, że „Netflix złapie diabła za rogi i zaszczyci nas kolejną częścią”.
Piotr Piskozub z NaEkranie.pl ocenił, że trzeci sezon „to prawdziwa jazda bez trzymanki. Żadnego Diabła Stróża tu nie znajdziecie – pełno jest za to wewnętrznych demonów, które sprawią, że Nowy Jork zamieni się w wojenny teatr. Bitwa wszystkich ze wszystkimi, która nas, widzów, prowadzi w kierunku ekstatycznego uniesienia”. Dariusz Filipek z Pop Kulturystów podsumował, że „trzecie podejście do przygód Daredevila, chociaż złe nie było, to już nie czerpałem z niego tyle radości, ile poprzednio”. Mateusz Piesowicz z portalu Serialowa.pl stwierdził, że trzeci sezon Daredevila „bije całą superbohaterską konkurencję na głowę, po raz kolejny udowadniając, że ze zwykłego mordobicia można zrobić małe dzieło sztuki”. Jednak zauważa, że „to ciągle serial, który nie unika banałów, niekiedy ma się na bakier z logiką i momentami wciąż traktuje się zdecydowanie zbyt poważnie. Zarazem jednak widać, że ktoś naprawdę solidnie nad nim pomyślał, przeanalizował, co było nie tak poprzednim razem i zdołał te błędy naprawić”. Piotr Grabiec ze Spider’s Web ocenił, że „podczas seansu miał wrażenie, że to wszystko gdzieś to już widział. Kolejny raz, oglądając serial Netfliksa, czuł, że obcuje z dziełem fantastycznych rzemieślników, ale niekoniecznie artystów, którzy miksują po prostu sprawdzone scenariusze. Daredevil wraca na właściwe tory, ale brakuje mu bożej iskry”.

### Nagrody i nominacje
| Rok  | Ceremonia                         | Kategoria                                                                                    | Nominowani                                                                          | Rezultat  | Przypis |
| ---- | --------------------------------- | -------------------------------------------------------------------------------------------- | ----------------------------------------------------------------------------------- | --------- | ------- |
| 2019 | Nagrody Gildii Aktorów Ekranowych | Najlepszy zespół kaskaderski w serialu komediowym lub dramatycznym                           | Daredevil                                                                           | Nominacja | [ 79 ]  |
| 2019 | Golden Reel Awards                | Najlepszy montaż dźwięku w dłuższej formie programu telewizyjnego w dialogach i technice ADR | Lauren Stephens, Christian Buenaventura, Lance Wiseman (za odcinek „Tonąc w mroku”) | Nominacja | [ 80 ]  |
| 2019 | Saturn Awards                     | Najlepszy serial o superbohaterach na platformie streamingowej                               | Daredevil                                                                           | Wygrana   | [ 81 ]  |
| 2019 | Saturn Awards                     | Najlepsza aktorka drugoplanowa występująca w produkcji streamingowej                         | Deborah Ann Woll                                                                    | Nominacja | [ 81 ]  |
| 2019 | Saturn Awards                     | Najlepszy aktor występujący w produkcji streamingowej                                        | Charlie Cox                                                                         | Nominacja | [ 81 ]  |
| 2019 | MovieGuide Awards                 | Najbardziej inspirujący program telewizyjny                                                  | Daredevil (odcinek „Nowa serwetka”)                                                 | Nominacja | [ 82 ]  |
| 2019 | MovieGuide Awards                 | Najbardziej inspirujący występ w produkcji telewizyjnej                                      | Joanne Whalley (za odcinek „Nowa serwetka”)                                         | Nominacja | [ 82 ]  |
| 2019 | MovieGuide Awards                 | Faith and Freedom Award                                                                      | Daredevil (odcinek „Nowa serwetka”)                                                 | Nominacja | [ 82 ]  |